# Douwe Flinx
Douwe Flinx (Engels: Samuel Vimes) is een personage uit de Schijfwereld boeken van de Britse schrijver Terry Pratchett.
Douwe Flinx is het hoofd van de Ankh-Meurborkse nachtwacht. Hij werd voor het eerst genoemd in het achtste Schijfwereldboek Wacht! Wacht!.
Douwe Flinx werd geboren in armoede in de wijk 't Donkert en was jaren de alcoholistische en machteloze chef van een hopeloos wegkwijnende wacht die op een bepaald moment nog maar drie leden telde. Maar nadat de plichtsgetrouwe Biet Yzergitersen (Carrot Ironfoundersson) de wacht kwam versterken kwam de ommekeer. Nadat een draak het wachthuis in de as had gelegd, nam de wacht haar intrek in Pseudopolis Yard, een gebouw dat Flinx' vriendin freule Ramkin aan de wacht had geschonken.
Nadat de wacht een aanslag op de Patriciër had voorkomen, begon de macht van de wacht te groeien. Flinx trouwde met de adellijke Sibilla Ramkin en werd zelf ook in de adelstand verheven, waar hij helemaal niet blij mee was. Hij reorganiseerde de wacht, liet nieuwe steunpunten bouwen en richtte een politieschool en een laboratorium voor forensische alchemie op.

## Boeken met Douwe Flinx
- Wacht! Wacht!
- Te Wapen
- Lemen voeten
- Houzee!
- De vijfde olifant
- De Waarheid
- Nachtwacht
- Monsterlijk regiment
- Posterijen
- Thud!
- Snuif